# Ipomoea purga
La gialappa, turbitto o sciarappa (Ipomoea purga (Wender.) Hayne) è una pianta perenne e rampicante della famiglia delle Convolvulacee, originaria del Messico.

## Descrizione
Può raggiungere un'altezza di 2 metri.

## Usi
Viene coltivata come pianta ornamentale, per i suoi fiori color porpora.
Ha anche proprietà medicinali: la radice essiccata e tritata, i semi e la resina sono utilizzati per la preparazione di un forte lassativo ad azione irritante, chiamato jalapa o gialappa, dal nome della città di Xalapa nello stato messicano di Veracruz.

## La gialappa nella cultura di massa
Il trio Gialappa's Band prende il nome da questa pianta, con riferimento ironico all'effetto lassativo della medesima.